# Hadennia nakatanii
Hadennia nakatanii là một loài bướm đêm trong họ Noctuidae.